# Kretensk sjögroda
Kretensk sjögroda (Rana cretensis eller Pelophylax cretensis) är en art i familjen äkta grodor som tillhör ordningen stjärtlösa groddjur.  Inga underarter finns listade i Catalogue of Life.

## Utseende
Den kretenska sjögrodan tillhör samma grupp som epirusgrodan och är mycket lik denna. Den är en medelstor groda med en medellängd på 6,5 cm. Ovansidan är vanligen ljusgrå till brun med bruna till gråaktigt olivfärgade fläckar; en variant med gräsgrön ovansida och klarbruna fläckar finns också. Undersidan är enfärgat vitaktig till mycket ljust grå. Baksidan av låren är tydligt gul. Fotrotsknölen på undersidan av den innersta baktån är tämligen lång, utgör nästan 40% av hela tåns längd. Hanen har mörkgrå strupsäckar.

## Vanor
Arten lever i våtmarker som långsamma vattendrag, sjöar och träsk. Det antas att parning och larvutveckling äger rum i samma lokaler. Den håller sig till låglänta områden under 100 meters höjd.

## Utbredning
Den kretenska sjögrodan finns tämligen sparsamt på den grekiska ön Kreta.

## Status
Grodan är klassificerad som starkt hotad ("EN", underklassificering "B1ab(iii)+2ab(iii)"), och populationen är i avtagande. Orsakerna är främst vattenregleringar på grund av bananodlingar, byggnation och turism.